# Schloss Achdorf

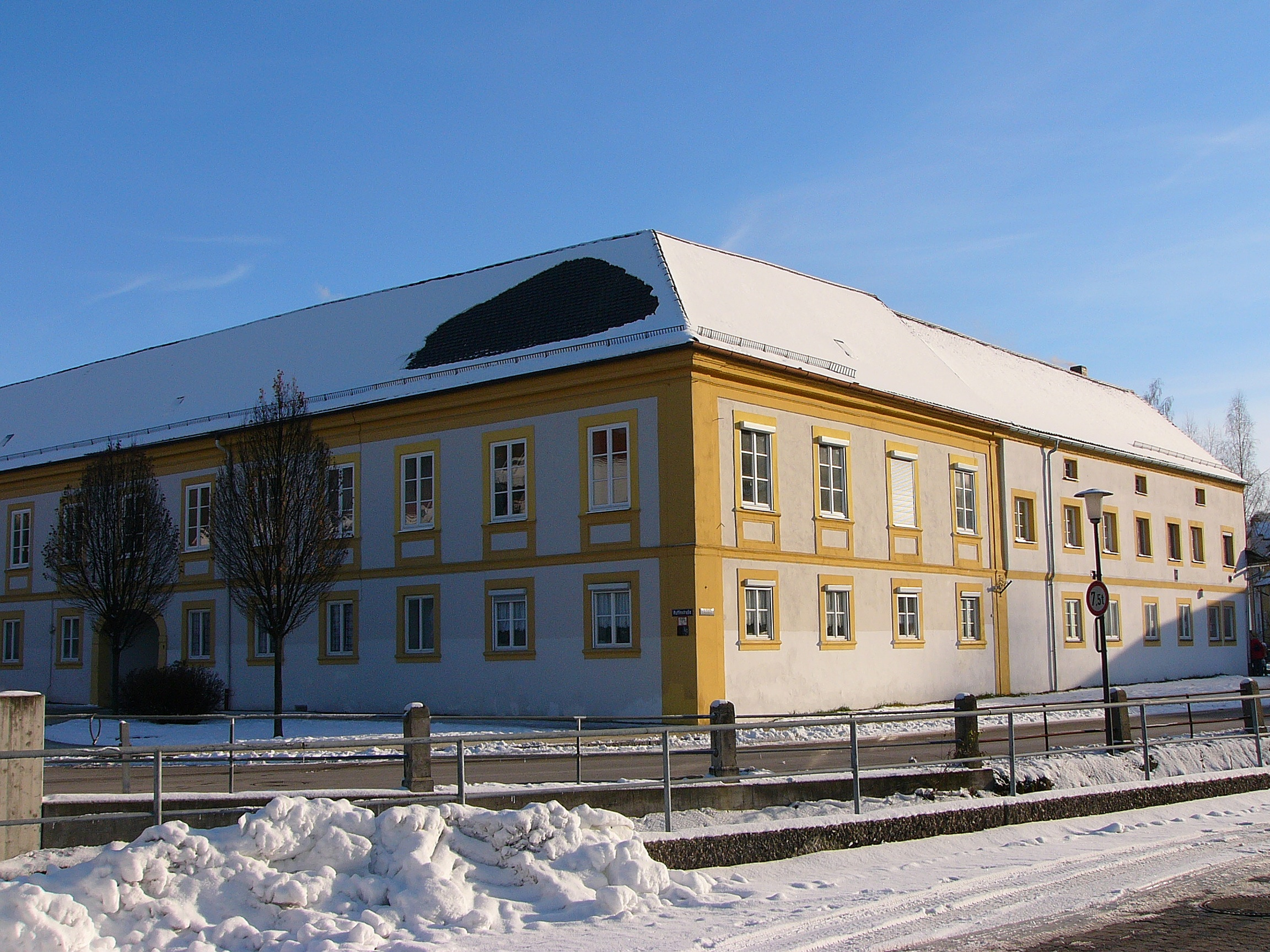
Schloss Achdorf (2012)

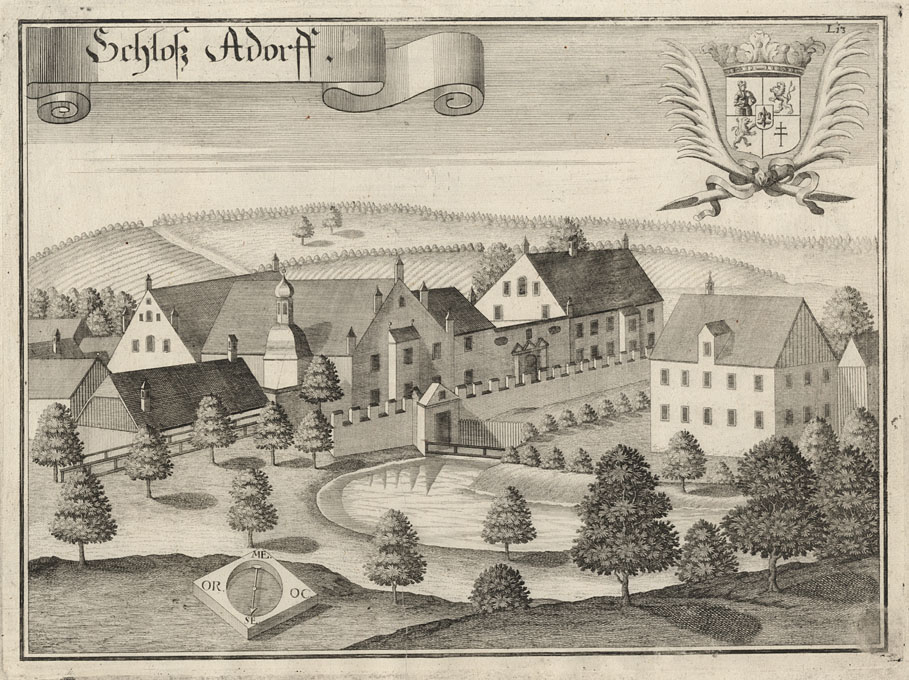
Schloss Achdorf auf einem Kupferstich von Michael Wening (1723)

Das Schloss Achdorf ist ein ehemaliges Hofmarkschloss in dem gleichnamigen Stadtteil von Landshut in Niederbayern.

## Geschichte
Im Jahre 1140 wurde Achdorf erstmals urkundlich erwähnt als Sitz der Adelsfamilie Achdorfer, die hier an der Stelle des heutigen Schlosses eine Wasserburg besaßen. 1395 verkauften Andreas Achdorfer und seine Frau Dorathea ihren Stammsitz an Herzog Friedrich den Weisen von Bayern-Landshut. Achdorf war in der Folgezeit direkt dem herzoglichen Kastner unterstellt, bis die Hofmark 1573 verkauft wurde. Die Besitzer in der Folgezeit waren nacheinander die Adelsfamilien Schleich, Planck, Dürnitz, Hagen, Arco und Leyden. Im frühen 19. Jahrhundert erfolgte die Auflösung der Hofmark, bis 1848 existierte das Gräflich von Leydensche Patrimonialgericht II. Klasse Achdorf.
Der historische Hofmark Achdorf mit Schloss, Edelsitz und Kirche ist auf dem Altarblatt der alten Pfarrkirche St. Margaret dargestellt. Die Abbildung gibt den baulichen Zustand in der Mitte des 18. Jahrhunderts wieder.

## Beschreibung
Das heutige Schloss ist ein stattlicher zweigeschossiger, zweiflügliger Walmdachbau aus der ersten Hälfte des 18. Jahrhunderts. Die Nebengebäude bilden einen dritten Flügel. Der ehemalige Wassergraben wurde bereits vor langer Zeit eingeebnet.
Zur Schlossanlage gehört auch das Ruffinischlösschen, ein von der Adelsfamilie Planck erbauter ehemaliger Edelsitz.